# La habitación de ámbar
La habitación de ámbar (en inglés The Amber Room) es una novela de intriga y aventuras del escritor estadounidense Steve Berry publicada en 2005. 

## Argumento
El eje central de la novela gira en torno a unos grandes paneles de la Cámara de Ámbar de propiedad del zar Pedro el Grande, robados por los nazis durante la Segunda Guerra Mundial. A punto de terminar la contienda, temiendo que su segundo, Hermann Göring, se hiciera con ellos, Hitler los mandó llevar a un lugar seguro. Pero a mitad de trayecto, desaparecieron. Göring, furioso, torturó hasta la muerte a los conductores de los camiones, que, sin embargo, aguantaron y no revelaron el secreto. 
Testigo de la cruel escena fue Karol Borya, quien sesenta años después vive tranquilamente en Estados Unidos bajo el pseudónimo de Karl Bates. Por desgracia el secreto de la ubicación de los paneles de ámbar parece estar a punto de salir a la luz y un misterioso grupo de coleccionistas privados está dispuesto a todo para apropiarse de ellos. 
La juez Rachel Bates, hija de Karol Borya, y su exmarido Paul deberán destapar la conspiración, descubriendo que el misterio de la habitación de ámbar ha estado más presente en sus vidas de lo que ellos creen. Pero no todo será tan fácil, pues los brazos ejecutores del selecto grupo, dos asesinos profesionales, Christian Knoll y Suzanne Danzer, tratarán de eliminar todas las pistas y a todos aquellos que obstaculicen la búsqueda encargada por sus jefes.